# Ctenotus serotinus
Ctenotus serotinus là một loài thằn lằn trong họ Scincidae. Loài này được Czechura mô tả khoa học đầu tiên năm 1986.